# Õnne Kurg
Õnne Kurg (ur. 8 marca 1973 w Rakke) – estońska biegaczka narciarska, zawodniczka klubu Tamsalu AO Ski Club.

## Kariera
Po raz pierwszy na arenie międzynarodowej Õnne Kurg pojawiła się 16 listopada 1996 roku w Kittilä podczas zawodów Pucharu Kontynentalnego. Zajęła tam 24. miejsce w biegu na 5 km techniką klasyczną. W Pucharze Świata zadebiutowała 22 listopada 1997 roku w Beitostølen, zajmując 41. miejsce w biegu na 5 km stylem klasycznym. Pierwsze punkty wywalczyła ponad pięć lat później, 7 stycznia 2006 roku w Otepää, plasując się na 30. pozycji w biegu na 10 km klasykiem. W klasyfikacji generalnej sezonu 2005/2006 zajęła ostatecznie 126. miejsce. Były to jej jedyne punkty PŚ. W 1998 roku wzięła udział w igrzyskach olimpijskich w Nagano, gdzie w swoim najlepszym występie, biegu na 15 km stylem klasycznym zajęła 40. pozycję. Wystąpiła także na rozgrywanych rok wcześniej mistrzostwach świata w Trondheim oraz  mistrzostwach świata w Ramsau w 1999 roku, na tej drugiej imprezie zajmując między innymi dziesiąte miejsce w sztafecie i 47. miejsce w biegu łączonym na 15 km. Startowała ponadto w cyklu FIS Marathon Cup, zajmując między innymi czwarte miejsce w klasyfikacji generalnej sezonu 2002/2003. 10 lutego 2002 roku wywalczyła swoje jedyne podium w maratonach, zajmując trzecie miejsce w estońskim Tartu Maraton. W zawodach tych wyprzedziły ją jedynie Norweżka Elin Nilsen oraz reprezentująca Szwecję Antonina Ordina. W 2006 roku Kurg zakończyła karierę.

## Osiągnięcia

### Igrzyska Olimpijskie
| Miejsce | Dzień     | Rok  | Miejscowość | Konkurencja             | Czas biegu  | Strata       | Zwyciężczyni    |
| ------- | --------- | ---- | ----------- | ----------------------- | ----------- | ------------ | --------------- |
| 40.     | 8 lutego  | 1998 | Nagano      | 15 km stylem klasycznym | 46:55,4 min | +5:07,9 min  | Olga Daniłowa   |
| 73.     | 10 lutego | 1998 | Nagano      | 5 km stylem klasycznym  | 17:37,9 min | +3:20,8 min  | Łarisa Łazutina |
| 61.     | 12 lutego | 1998 | Nagano      | 5+10 km pościgowy       | 46:06,9 min | +7:15,6 min  | Łarisa Łazutina |
| 48.     | 20 lutego | 1998 | Nagano      | 30 km stylem dowolnym   | 1:22:01,5 h | +12:48,4 min | Julia Czepałowa |

### Mistrzostwa świata
| Miejsce | Dzień     | Rok  | Miejscowość | Konkurencja             | Czas biegu  | Strata       | Zwyciężczyni      |
| ------- | --------- | ---- | ----------- | ----------------------- | ----------- | ------------ | ----------------- |
| 67.     | 23 lutego | 1997 | Trondheim   | 5 km stylem klasycznym  | 13:32.7 min | +1:43.8 min  | Jelena Välbe      |
| 49.     | 23 lutego | 1997 | Trondheim   | 30 km stylem klasycznym | 1:23:04,9 h | +12:15,9 min | Jelena Välbe      |
| 55.     | 22 lutego | 1999 | Ramsau      | 5 km stylem klasycznym  | 12:49,8 min | +2:05,7 min  | Bente Skari       |
| 47.     | 23 lutego | 1999 | Ramsau      | 5+10 km pościgowy       | 42:27,9 min | +5:25,8 min  | Stefania Belmondo |
| 10.     | 25 lutego | 1999 | Ramsau      | Sztafeta 4 × 5 km       | 53:05,9 min | +3:28,2 min  | Rosja             |

### Puchar Świata

#### Miejsca w klasyfikacji generalnej
- sezon 2005/2006: 126.

#### Miejsca na podium
Kurg nie stała na podium indywidualnych zawodów Pucharu Świata.

### FIS Marathon Cup

#### Miejsca w klasyfikacji generalnej
- sezon 2001/2002: 16.
- sezon 2002/2003: 4.

#### Miejsca na podium
| Nr | Dzień     | Rok  | Zawody        | Dystans                 | Czas biegu  | Strata      | Miejsce | Zwyciężczyni |
| -- | --------- | ---- | ------------- | ----------------------- | ----------- | ----------- | ------- | ------------ |
| 1. | 10 lutego | 2002 | Tartu Maraton | 27 km stylem klasycznym | 1:20:01,0 h | +6:16,9 min | 3.      | Elin Nilsen  |